# Liste der Nebendarsteller von Schloss Einstein
Diese Liste der Nebendarsteller von Schloss Einstein enthält eine Übersicht über die Nebenrollen der Kinder- und Jugendserie Schloss Einstein.

## Seelitz – Jungdarsteller

### Schüler
| Schauspieler       | Rollenname    | Folgen  | Jahre     | Bemerkungen |
| ------------------ | ------------- | ------- | --------- | --- |
| Florian Suckrow    | Kai           | 1–104   | 1998–2000 | |
| Janine Bredemeier  | Andrea Rolof  | 1–77    | 1998–2000 | Mitbewohnerin von Antje, Philipp (Freund)                                                                               |
| Sabrina Barteleit  | Steffi        | 1–76    | 1998–2000 | |
| Katharina Fritzsch | Marie         | 1–76    | 1998–2000 | Sängerin bei „Alberts Enkel“                                                                                            |
| Patrick Barnack    | Ole Petersen  | 1–210   | 1998–2002 | Gründungsmitglied von „Alberts Enkel“ Patrick Barnack wirkte später in Folge 369 (2005) noch einmal als Komparse mit.   |
| Mike Priegnitz     | David         | 2–128   | 1998–2001 | Mitbewohner von Tom |
| Martin Mitdank     | Carlo Heppner | 129–178 | 2001–2002 | guter Freund von Thekla                                                                                                 |
| Johannes Graba     | Paul Krüger   | 193–200 | 2002      | Halbbruder von Paula; Mitbewohner von Max und Hendrik; wechselt auf eine Tanzschule Gastauftritt: Folgen 231–232 (2003) |
| Luise von Finckh   | Rosi          | 458–480 | 2007      | Freundin von Eugen |
| Wendy Trempler     | Wendy         | 461–462 | 2007      | Mitbewohnerin von Konny                                                                                                 |

### Dorfkinder
| Schauspieler          | Rollenname                 | Folgen  | Jahre     | Bemerkungen |
| --------------------- | -------------------------- | ------- | --------- | --- |
| Janine Appel          | Tine Bergmann              | 1–130   | 1998–2001 | Freundin von Oliver; Besucht die örtliche Realschule, Band Mitglied von Kleine Prinzen, absolviert ein Austauschjahr in Australien und wird später Maskenbildnerassistentin Gastauftritte: Folgen 330, 336 (2005)         |
| Gregor Czempiel       | Wolf Wagner                | 1–191   | 1998–2002 | Ex-Freund von Anna; absolviert zunächst ein Freiwilliges Soziales Jahr beim Denkmalschutz und zieht anschließend wegen dessen Weiterführung nach Quedlinburg spielt in Folge 883 (2017) eine Gastrolle als Jay (Fotograf) |
| Julian Hanschke       | Ingo Brussow               | 1–168   | 1998–2001 | Sohn von Ingeborg Brussow, Bruder von Steffi; bester Freund von Oliver, danach von Atze |
| Raimund Widra         | Atze Feilke                | 1–126   | 1998–2001 | Sohn von Karin und Eberhard Feilke; bester Freund von Ingo; Freund von Alexandra; zieht mit seinen Eltern nach Hamburg Gastauftritt: Folge 202 (2002)                                                                     |
| Tino Wagner           | Kevin Bodenstein           | 117–219 | 2000–2002 | Sohn von Barbara und Rainer Bodenstein, Zwillingsbruder von Johannes; Gründungsmitglied der „Animal Angels“; zieht später nach der Versöhnung seiner Eltern mit seiner Mutter und Johannes nach Kiel zu seinem Vater      |
| Benjamin Neumann      | Otto Hempel                | 126–388 | 2001–2006 | beginnt eine Ausbildung zum Kfz-Mechatroniker |
| Jonathan Feurich      | David Hoppel               | 225–388 | 2002–2006 | Ex-Freund von Sara und Sue; zieht für eine Ausbildungsstelle nach Frankfurt am Main |
| Samantha Preilowski   | Antonia Fabri              | 226–366 | 2003–2005 | Tochter von Filomena und Pino Fabri, Stieftochter von Patricia Fabri, Stiefschwester von Silvio; zieht zu ihrer Mutter nach Mailand Gastauftritt: Folge 421 (2006)                                                        |
| Mara-Louisa Dittmann  | Sara Simons                | 239–384 | 2003–2006 | Ex-Freundin von David; nimmt an einem Schüleraustausch nach Italien teil |
| Kristin Tetz          | Krissi Renner              | 345–386 | 2005–2006 | Tochter von Gerlind Renner; Schwester von Ingo |
| Benjamin Seidel       | Paul Ragowski              | 376–446 | 2005–2007 | arbeitet in der Dorfdisco Pink, Sohn von Bodo Ragowski |
| Bojan Heyn            | Marcel Müller              | 381–428 | 2006      | abweichend davon hieß die Rolle anfangs Marcel Ivanow (Änderungsgrund unbekannt) zieht mit seiner Familie nach Trier |
| Eva Kaibel            | Caro Seller                | 393–421 | 2006      | |
| Nathanael Sehmsdorf   | Orlando                    | 394–399 | 2006      | Austauschschüler aus Brasilien |
| Julian Vinzenz Krüger | Rolf Roland „Rollo“ Reisig | 428–475 | 2006–2007 | Neffe von Eberhard Werner; bester Freund von Ronny |
| Simon Hahn            | Ronny Meier                | 429–475 | 2006–2007 | bester Freund von Rollo |
| Adrian Wahlen         | Manuel Rudolph             | 431–477 | 2006–2007 | Sohn von Lasse Rudolph |
| Fee Luck              | Nele Arnold                | 445–469 | 2007      | Tochter von Frank Arnold; Schwester von Janosch in der Realität Zwillingsschwester von Zoe Luck (Lilly Liebermann) |
| Maurice Engst         | Janosch Arnold             | 445–477 | 2007      | Sohn von Frank Arnold, Bruder von Nele |

### Gastrollen
| Schauspieler              | Rollenname                 | Folgen          | Jahre          | Bemerkungen |
| ------------------------- | -------------------------- | --------------- | -------------- | --- |
| Constantin Cooper         | Aram Kaganian              | 11–21           | 1998–1999      | Flüchtlingskind aus Kasachstan; zieht zu seinem Onkel |
| Andrej Fischer            | Patrick „Pat“              | 50–52           | 1999           | Dorfbewohner; Freund von Silke |
| Nina Laß                  | Silke                      | 50–52           | 1999           | Dorfbewohnerin; Freundin von Patrick; in der Realität Schwester von Laura Laß (Katharina Börner)                                                                         |
| Jennifer Schroeder        | Sonja                      | 108–110         | 2000           | Ex-Affäre (Urlaubsflirt) von Budhi |
| David Kampmann            | Karim Ismaël Faruk         | 135–140         | 2001           | Austauschschüler aus Ägypten |
| Maximilian von Wedel      | Robin Nowak                | 153–156         | 2001           | Sohn von Nikolaus Nowak Mitglied einer Skinhead-Gang; leistet auf Schloss Einstein seine Sozialstunden ab in der Realität Cousin von Natascha Born (Anne-Claire Clemens) |
| Dennis Knoll              | Mike                       | 216–224         | 2002           | Chatpartner von Laura; sitzt im Rollstuhl |
| Marco Dancker             | Carlo                      | 231–232         | 2003           | Mitschüler von Paul; tanzt mit Kim beim „Tag der offenen Tür“ |
| Caroline Schneider        | Stefanie „Twicky“ Twickler | 255–262         | 2003           | gute Freundin von Manuela |
| Henriette Lüderitz        | Henni                      | 298–302 376–381 | 2004 2005–2006 | Mitglied der Fourtunes Gastauftritt: Folgen 335–336 (2005) |
| Jaro Omar                 | Jaro                       | 298–302 376–381 | 2004 2005–2006 | Freund von Joana; Mitglied der Fourtunes Gastauftritte: Folgen 335–336 (2005), 389–392 (2006)                                                                            |
| Isabell Fellenberg        | Isabell Meier              | 299–302         | 2004           | Mitglied der Fourtunes Gastauftritt: Folgen 335–336 (2005) |
| Patrick Kordoglu          | Patrick                    | 299–302         | 2004           | Mitglied der Fourtunes Gastauftritt: Folgen 335–336 (2005) |
| Constantin von Jascheroff | Gabriel                    | 325–332         | 2004–2005      | geht nach Baden-Württemberg aussteigewilliger Neonazi; Freund von Manuela in der Realität Bruder von Felix von Jascheroff                                                |
| Frederick Lau             | Lars                       | 341–343         | 2005           | Urlaubsbekanntschaft und Ex-Affäre von Sue |
| Tim Oliver Schultz        | Joe                        | 350–356 386–392 | 2005 2006      | Barkeeper in der Dorf-Disco Pink; Freund von Franziska |
| Igor Dolgatschew          | Silvio                     | 365–366         | 2005           | Stiefsohn von Filomena Fabri; Stiefbruder von Antonia |
| Toni Deutsch              | Stefan                     | 386–391         | 2006           | Hobbyzauberer |
| Leon Krause               | Jakob                      | 420–426         | 2006           | Neffe von Heinz Pasulke |
| Christopher Kohn          | Thomas                     | 440–445         | 2007           | Musiker; Ex-Freund von Sue; geht für ein halbes Jahr nach Paris, um dort eine Musikkarriere zu starten                                                                   |
| Manon Kahle               | Larissa Novak              | 469–472         | 2007           | Schauspielkollegin von Konny |
| Tan Julius Ipekkaya       | Nicolai                    | 477–480         | 2007           | Flüchtlingskind aus Rumänien; Bruder von Alina |
| Chaja-Darline Roeder      | Alina                      | 477–480         | 2007           | Flüchtlingskind aus Rumänien; Schwester von Nicolai |

## Erfurt – Jungdarsteller
| Schauspieler         | Rollenname                     | Folgen    | Jahre     | Bemerkungen |
| -------------------- | ------------------------------ | --------- | --------- | --- |
| Willi Ackermann      | „Spider“                       | 507–519   | 2008      | (Ex-)Kumpel von Lucky; (Ex-)Anführer von dessen ehemaliger Gang; entführt Layla und kommt anschließend in Untersuchungshaft Gastauftritt: Folge 560 (2009) |
| Benjamin Martins     | Aaron Zuckmayer                | 520–576   | 2008–2009 | Halbbruder von Julia; zieht mit seiner Halbschwester und Frau Dr. Blume (Vormund) nach Frankfurt am Main, als das Pflegeheim, in dem er wohnt, geschlossen werden muss |
| Ricardo Richter      | Michael Dieter „Mischa“ Müller | 537–539   | 2009      | Castingstar; ist homosexuell Gastauftritt: Folge 569 (2009) |
| N/N                  | Heinz Sirius Pasulke           | 556–584   | 2009      | Im Alter von 6 Monaten wurde bei ihm Asthma diagnostiziert, Petra Pasulke †, Tschuloga Pasulke und Christine, Neffe von Lukas, Lily, Mariechen und Jakob, Sohn von Paulina Pasulke und Lucky Pohlenz, Enkel von Martina Pasulke, Enkel von Astrid Pohlenz, Großneffe von Heinz Pasulke und Dr. Rudolf Bräuning, Großcousin von Elisabeth Bräuning; Großneffe von Ingrid Bräuning, Patensohn von Dr. Michael Berger; kommt in Folge 556 in einer Sternwarte zur Welt; kommt in Folge 1002 (2022) als Schüler ans Einstein (22. Generation) Gastauftritte: Folgen 600 (2010), 688 (Silvester-Special 2011) Die Rolle Heinz Sirius wurde in der Folge 688 (2011) ebenfalls als erwachsener Mann in einer Zukunftsvision im Jahr 2050 von Tobias Schlegl (siehe Gastdarsteller) dargestellt und seit Folge 1002 (2022) als Schüler von Niels Krommes gespielt. |
| Georg Novotny        | Freddy Lennox                  | 556–580   | 2009      | Austauschschüler aus London; Sohn von Emily Lennox; Freund von Karla; verlässt Schloss Einstein zum Schuljahresende wieder Gastauftritt: Folge 600 (2010) |
| Ella Zirzow          | Leonie Berger                  | 558       | 2009      | Tochter von Annabelle und Dr. Michael Berger |
| Leonie Frauendorf    | Leonie Berger                  | 683–724   | 2011–2012 | Tochter von Annabelle und Dr. Michael Berger |
| Maximillian Wagner   | Mike                           | 596–628   | 2010      | Mitglied des Erfurter Jugendclubs „Domizil“ |
| Maximilian Fuchs     | Pelle                          | 596–605   | 2010      | Mitglied des Erfurter Jugendclubs; Stalker von Emma Gastauftritt: Folge 628 (2010) |
| Katie Pfleghar       | Eva Hens                       | 604–607   | 2010      | Pflegerin in einem Altenheim |
| Remo Schulze         | Lars Friederich                | 605–619   | 2010      | Ex-Freund von Layla |
| Moritz Huke          | Michael Piper                  | 610–700   | 2010–2012 | Einstein-Schüler; guter Freund von Phillip |
| Leo Oelze            | Adam Mörbig                    | 615–617   | 2010      | Erpresser von Tommy; wird der Schule verwiesen |
| Ayleen Weiß          | Lara                           | 624–626   | 2010      | Ex-Freundin von Bruno |
| Ayda Nazreén Khawaja | Lisa Gubisch                   | 631–648   | 2010–2011 | Schwester von Phillip, Halbschwester von Berti; erkrankte an Leukämie; geht mit ihrem Vater zurück nach New York City |
| Bejean Banner        | Tom Granger                    | 634–635   | 2010      | Verlobter von Vivien |
| Kathleen Frontzek    | Carmen Dressler                | 676–677   | 2011      | Tochter der Chefin der Erfurter Modeakademie, die Corinna Schmidts Entwürfe für ihre Eigenen ausgibt In der Realität Schwester von Lisanne Frontzek (Kim Demme) |
| Kimberley Krump      | Charlotte „Charlie“ Flemming   | 701–702   | 2012      | mit Clara befreundet; wandert nach Spanien aus |
| Sophia Mlejnek       | Nina                           | 717–719   | 2012      | Anführerin einer Diebes- und Überfallbande |
| Max Reschke          | Leon                           | 717–719   | 2012      | Mitglied der Diebes- und Überfallbande |
| Jan Kranholdt        | Julius Ferber                  | 722–723   | 2012      | Halbbruder von Feli |
| Anton Martin         | Matteo                         | 727–733   | 2012      | Ex-Freund von Jo; sitzt im Rollstuhl Gastauftritte: Folgen 744–745 (2013) |
| Ernestine Kemnitz    | Fritzi Lange                   | 731–756   | 2012–2013 | gute Freundin von Linus; Ex-Freundin von Tommy |
| Julian Mosbach       | Linus                          | 748–756   | 2013      | guter Freund von Fritzi |
| Uğur Ekeroğlu        | Evangelos Leandros             | 756–765   | 2013      | Bruder von Chris, Theo und Daphne; Auszubildender in einer Metzgerei |
| Paul Triller         | Maxim Toller                   | 766–767   | 2013      | Musikproduzent |
| Anne Florkowski      | Lisa Marie Locke               | 781–790   | 2013      | kurzzeitige Gesangspartnerin von Jonny |
| Dennis Kamitz        | Torben Eichhammer              | 782       | 2013      | Hobby-Boxer; ehemaliges „Baborg“-Mitglied |
| Leo Miguez           | Carlos Antonin                 | 788–789   | 2013      | Gastschüler aus Argentinien; Ex-Freund von Roxy |
| Natalie Koop         | Marike Müller                  | 794–813   | 2014      | Ex-Freundin von Tobias und Leon |
| Arian Schill         | Arne Semmler                   | 830–833   | 2015      | Bruder von Kathi; ist auf eine Beinprothese angewiesen |
| Alex Peil            | Simon Kellermann               | 863–864   | 2016      | Chatpartner von Daphne unter dem Pseudonym „Lukas Klostermann“ |
| Linus Reimschüssel   | Theo                           | 901–940   | 2018–2019 | Schüler des Sportgymnasiums Erfurt bis zum Zusammenschluss mit dem Einstein; Spieler im Basketballteam des Sportgymnasiums |
| Caelan Rau           | Lars                           | 907–922   | 2018      | Schüler; Spieler im Basketballteam „Einstein-Tayfuns“ In der Realität Bruder von Yannick Rau (Dominik von Blumenberg) |
| Romy Liv Elkin       | Leo Levin                      | 964–966   | 2020      | Tochter von Anna-Carina Levin auch in der Realität Tochter von Janina Elkin (Anna-Carina Levin) |
| Singa Diesner        | Norbert                        | 983–999   | 2021      | Oberhaupt der Arbeitsgemeinschaft „Matheclub“ |
| Yalany Marschner     | Patrick Eilers                 | 1035–1073 | 2023–2024 | Bruder von Ava; Schauspieler |
| Nadira Kanta Kiari   | Fine Davies                    | 1052      | 2023      | Jurorin beim Zukunftswettbewerb |
| Chris Lamprecht      | Toni „Tornado“ Hoppe           | 1060–1071 | 2024      | Neffe von Sabine Hoppe; Wrestler |
| Johanna Willmes      | Franziska „Franzi“ Fuchs       | 1063–1069 | 2024      | angehende Schulsozialarbeiterin |
| Frida Prang          | Lisann                         | 1095      | 2025      | Ticketverkäuferin |

## Seelitz – Erwachsenendarsteller
Sortiert nach der Reihenfolge des Einstiegs.
| Schauspieler           | Rollenname                         | Folgen                                  | Jahre          | Bemerkungen |
| ---------------------- | ---------------------------------- | --------------------------------------- | -------------- | --- |
| Eisdiele:              |                                    |                                         |                | |
| Turgay Manduz          | Luigi Capello                      | 4–28                                    | 1998–1999      | erster Besitzer; Cousin von Giovanni; verliebt sich und zieht nach Neapel |
| Iván Gallardo          | Giovanni Lorenzi                   | 29–218                                  | 1999–2002      | zweiter Besitzer; Cousin von Luigi; gewinnt im Lotto und begibt sich auf Weltreise (zeitlich zwischen Folge 224 und 225) |
| Manfred-Anton Algrang  | Pino Fabri                         | 227–428                                 | 2003–2006      | dritter Besitzer; Ex-Mann von Filomena, Vater von Antonia, später Ehemann von Patricia; verlässt Seelitz, um zu seiner kranken Mutter nach Italien zu reisen                                                                 |
| Bürger Lars Dietrich   | Lasse Rudolph                      | 429–480                                 | 2006–2007      | vierter Besitzer; Vater von Manuel |
| Polizei:               |                                    |                                         |                | |
| Thommi Baake           | Wachtmeister Kranich               | 18–139                                  | 1999–2001      | Dorfpolizist |
| Stefano Paganini       | Wachtmeister Fischer               | 125–363                                 | 2001–2005      | Dorfpolizist; wird nach Potsdam versetzt |
| Aykut Kayacık          | Polizeiobermeister Bazman          | 378–480                                 | 2005–2007      | Dorfpolizist |
| Eltern:                |                                    |                                         |                | |
| Jürgen F. Schmid       | Gerd Steiner                       | 1–64                                    | 1998–1999      | Adoptivvater von Nadine |
| Angela Neumann         | Irmgard Steiner                    | 1–64                                    | 1998–1999      | Rechtsanwältin; Adoptivmutter von Nadine |
| Joachim Kaps           | Martin Schuster                    | 1–179                                   | 1998–2002      | Inhaber einer Fahrradwerkstatt; Ehemann von Cordula Schuster (leben in Trennung), Vater von Oliver |
| Birgit Berthold        | Cordula Schuster                   | 1–47                                    | 1998–1999      | Ehefrau von Martin Schuster (leben in Trennung), Mutter von Oliver; zieht nach der Trennung von ihrem Mann nach Lübeck |
|                        | Ingeborg „Inge“ Brussow            | 4                                       | 1998           | Mutter von Ingo und Steffi |
| Rainer Laupichler      | Marcel Börner                      | 13–76                                   | 1998–2000      | erfolgreicher Modellagent; Vater von Marc und Katharina |
| Cornelia Jahr          | Lou Merten                         | 30, 57                                  | 1999           | Ex-Frau von Dr. Emanuel Stollberg, Mutter von Pascal |
| Thomas Franz           | Eberhard Feilke                    | 58–126                                  | 1999–2001      | zunächst Inhaber eines Schrottplatzes, nach einem selbstgelegten Brand mit versuchtem Versicherungsbetrug arbeitslos; Ehemann von Karin Feilke, Vater von Atze; zieht mit seiner Familie nach Hamburg                        |
| Jenny Menga            | Johanna „Jo“ Langhammer            | 61–64                                   | 1999           | Leiterin eines Umweltprojektes auf Schloss Einstein; leibliche Mutter von Nadine Steiner |
| Ghadah Al-Akel         | Karin Feilke                       | 65–126                                  | 1999–2001      | vorübergehend Gebäudereinigungsfachkraft auf Schloss Einstein; Ehefrau von Eberhard Feilke, Mutter von Atze; zieht mit ihrer Familie nach Hamburg                                                                            |
| Ulrike Hübschmann      | Frau Riemann                       | 69–72                                   | 1999–2000      | ehemalige Tänzerin; Mutter von Kim |
| Torsten Spohn          | Helge Schwehrs                     | 83–169                                  | 2000–2001      | Malermeister; Vater von Philip |
| Norbert Hülm           | Holger Windscheidt                 | 102–128                                 | 2000–2001      | Ex-Mann von Sibylle Seiffert, Vater von Vera |
| Jörg Kleinau           | Herr van Rheeden                   | 125–127                                 | 2001           | Inhaber eines Bauernhofs; Vater von Antje |
| Marina Braun           | Claudia Reichenbach                | 129–293                                 | 2001–2004      | Schauspielerin (Künstlername: Jennifer Christin); Ex-Frau von Richard Hofmeister, Mutter von Anna, später Ehefrau von Dr. Michael Schatz, damit Stiefmutter von Doro                                                         |
| Matthias Komm          | Herr Wernicke                      | 133                                     | 2001           | Vater von Hendrik |
| Christian Oskar Spitzl | Rainer Bodenstein                  | 154–219                                 | 2001–2002      | Politiker und Diplomat; Ehemann von Barbara Bodenstein, Vater von Johannes und Kevin; Mitglied des Elternbeirates auf Schloss Einstein; verlegt seinen Wohnsitz nach Kiel, um dort eine Stelle als Staatssekretär anzutreten |
| Carsten Andörfer       | Dr. Michael Schatz                 | 155–318                                 | 2001–2004      | Zahnarzt; Vater von Doro, später Ehemann von Claudia Reichenbach, damit Stiefvater von Anna |
| Hans Heller            | Herr Vogt                          | 181–332                                 | 2002–2005      | Kriminalbeamter; Vater von Manuela |
| Lars Eidinger          | Michael Ziethen                    | 181–182                                 | 2002           | Bruder von Sylvia |
| Hansgeorg Gantert      | Prof. Krüger                       | 193–200                                 | 2002           | Vater von Paula und Paul |
| Christian Wewerka      | Herr Dr. Clemens                   | 222                                     | 2002           | Schönheitschirurg; Vater von Anne-Claire |
| Adelheid Kleineidam    | Katrin Koslowski                   | 239–387                                 | 2003–2006      | Friseuse; Mutter von Sven; wollte Dennis adoptieren, bevor seine Mutter auftauchte |
| Susanne Wagner         | Ursula Bauer                       | 249–380                                 | 2003–2005      | Bibliothekarin; Ehefrau von Henry Bauer, Mutter von Franziska und Jannis |
| Matthias Zahlbaum      | Henry Bauer                        | 250–380                                 | 2003–2005      | Regisseur; Ehemann von Ursula Bauer, Vater von Franziska und Jannis |
| Robin Gooch            | Alida Nakeba                       | 271–276                                 | 2003           | Mutter von Dennis, Verlobte von Heinz Berger; kommt aus Angola nach Deutschland, um ihren Sohn wiederzufinden |
| Peter von Strombeck    | Richard Hofmeister                 | 282–371                                 | 2004–2005      | Musiker (Künstlername: Richie Kramer); Ehemann von Kathrin Hofmeister, Ex-Mann von Claudia Reichenbach, Vater von Anna und Joana                                                                                             |
| Nora Jensen            | Frau Dr. Teubner                   | 294–382                                 | 2004–2006      | Gerichtsmedizinerin; Mutter von Tinka |
| Claudia Balko          | Frau Birnbaum                      | 299–362                                 | 2004–2005      | Ex-Frau von Herr Birnbaum, Mutter von Sue spielte bereits in Folge 215 (2002) eine Optikerin |
| Uwe Poppe              | Herr Birnbaum                      | 300–362                                 | 2004–2005      | Ex-Mann von Frau Birnbaum, Vater von Sue |
| Anna Momber            | Gabriele Schubert                  | 306–320                                 | 2004           | Ehefrau von Oskar Schubert, Mutter von Annika |
| Uta Bonz               | Irene Schlösser                    | 311–367                                 | 2004–2005      | Putzfrau; Ex-Affäre von Oskar Schubert, Mutter von Valentin |
| Katrin Aebischer       | Frau Diefenbach                    | 318                                     | 2004           | Mutter von Leon |
| Andreas Köss           | Oskar Schubert                     | 324                                     | 2004           | Ehemann von Gabriele Schubert, Ex-Affäre von Irene Schlösser, Vater von Annika und Valentin |
| Anka Baier             | Frau Düber                         | 339–392                                 | 2005–2006      | Mutter von Lukas; war eine Zeit lang arbeitslos |
| Alfred Müller          | Prof. Schumacher                   | 344–346                                 | 2005           | Vater von Emma |
| Torsten Ranft          | Herr von der Heyde                 | 361–387                                 | 2005–2006      | Rechtsanwalt; Vater von Armin |
| Weijian Liu            | Herr Wang                          | 363–435                                 | 2005–2007      | Besitzer und Kellner des chinesischen Restaurants „Mandarin“; Vater von Chui |
| Lucia Stefanel         | Filomena Fabri                     | 363–366                                 | 2005           | Ex-Frau von Pino, Mutter von Antonia, Stiefmutter von Silvio |
| Holger Hauer           | Herr Steffens                      | 390                                     | 2006           | Vater von Kai |
| Susanne Schwab         | Cornelia Mahnke                    | 401–436                                 | 2006–2007      | Mutter von Anton; saß eine Zeit lang im Gefängnis spielte bereits in den Folgen 205–208 (2002) die Rolle Frau Sommer |
| Matthias Henkel        | Bernhard Sieger                    | 419–472                                 | 2006–2007      | Geschäftsmann; Vater von Saira |
| Patrice-Luc Doumeyrou  | Herr Dupont                        | 422–464                                 | 2006–2007      | Koch; Vater von René |
| Svenja Beneke          | Susann Kirchner                    | 428–468                                 | 2006–2007      | Mutter von Alex |
| Arianne Borbach        | Frau Liebermann                    | 429                                     | 2006           | Mutter von Lilly und Flo |
| Tao Li Ma              | Frau Wang                          | 429–435                                 | 2006–2007      | Besitzerin und Köchin des chinesischen Restaurants „Mandarin“; Mutter von Chui |
| Heike Schroetter       | Lydia Müller-Kellinghaus           | 437–458                                 | 2007           | Mutter von Marie-Sophie |
| Sabine Falkenberg      | Frau Arnold                        | 445–448                                 | 2007           | Ex-Frau von Frank Arnold, Mutter von Nele und Janosch |
| Sonstige Personen:     |                                    |                                         |                | |
| Peter Hausmann         | Eberhard Werner                    | 2–428                                   | 1998–2006      | unausstehlicher Dorfnörgler und Hobbyjäger; Onkel von Rollo Die Rolle hieß in den Anfangszeiten der Serie zunächst Gerolf Werner                                                                                             |
| Alfred Hartung         | Gottfried                          | 25–56                                   | 1999           | Pferdepfleger |
| Hans Lobitz            | Hans-Jürgen Weidtner               | 25–56                                   | 1999           | Besitzer des Pferdegestüts, in dem Iris reitet |
| Magoscha Siwinska      | Linda                              | 37–47                                   | 1999           | Aushilfe in der Fahrradwerkstatt Schuster |
| Dominik Bender         | Max Laditz                         | 44–116                                  | 1999–2000      | Musikproduzent; Ehemann von Helga Laditz, Patenonkel von Ira spielte später in Folge 340 (2005) einen Imbissstand-Besitzer und in Folge 757 (2013) die Rolle Dr. Rüdiger                                                     |
| Dietmar Irmer          | Herr Mell †                        | 103–104                                 | 2000           | Ehemann von Frau Mell, Großvater von Franz Bartel; stirbt zwischen Folge 157 und 158 infolge seines dritten Schlaganfalls |
| Hannelore Minkus       | Frau Paulat                        | 132–138                                 | 2001           | Bekanntschaft von Hendrik |
| Ursula Werner          | Frau Mell                          | 158–379                                 | 2001–2005      | Ehefrau von Herrn Mell, Großmutter von Franz; zieht nach dem Tod ihres Mannes nach Seelitz; später Nachbarin von Ursula und Henry Bauer                                                                                      |
| Konstanze Proebster    | Patricia Fabri, geb. Schmalfuß     | 195–200 289–290 311–318 335–336 362–377 | 2002 2004 2005 | Haushälterin; später Pinos Ehefrau und damit Stiefmutter von Antonia |
| Harald Effenberg       | Heinz Berger                       | 271–276                                 | 2003           | Mitarbeiter von „terre des hommes“; Verlobter von Alida Nakeba spielte bereits in Folge 13 (1998) die Rolle Herr Winter |
| Griseldis Wenner       | Gerlind Renner                     | 317–354                                 | 2004–2005      | Redakteurin beim Stadtfernsehen; Mutter von Krissi und Ingo; Kurzauftritt: Folge 444 (2007) |
| Christoph Mory         | Dirk Neumann                       | 335–463                                 | 2005–2007      | Besitzer der Dorf-Disco „Pink“ spielt in den Folgen 907, 909 und 915 (2018) die Gastrolle des Reiterhofbesitzers Herr Wohlert                                                                                                |
| Isabella Schmid        | Roberta Fabian, geb. Rautenstrauch | 397–404                                 | 2006           | Ehefrau von Hannes Fabian |
| Stephan Bürgi          | Paul Paulik                        | 399–472                                 | 2006–2007      | Immobilienmakler; Besitzer der Lagerhalle (riss sie später ab); saß eine Zeit lang im Gefängnis; verkleidet sich als Geist, um das Haus von Hanne Wagner zu bekommen, und entführt später Saira                              |
| Evelyn Meyka           | Frau Artig                         | 407–409                                 | 2006           | Großmutter von Margareta |
| Madeleine Lierck       | Hanne Wagner                       | 429–448                                 | 2006–2007      | ältere Dame, die an Fantasiewesen wie z. B. Elfen glaubt |
| Susan Hoecke           | Beatrice                           | 440–445                                 | 2007           | Managerin von Magic Star Night und Musiker Thomas; gute Freundin von Nina Waldgruber |

## Erfurt – Erwachsenendarsteller
Sortiert nach der Reihenfolge des Einstiegs.
| Schauspieler            | Rollenname                    | Folgen      | Jahre      | Bemerkungen |
| ----------------------- | ----------------------------- | ----------- | ---------- | --- |
| Eltern:                 |                               |             |            | |
| Natascha Paulick        | Stefanie Bussmann             | 481–482     | 2008       | Mutter von Karla, Mia und Max |
| Claudius Freyer         | Georg Bussmann                | 481–482     | 2008       | Vater von Karla, Mia und Max |
| Rike Joeinig            | Martina Pasulke               | 481–529     | 2008       | Schwester von Heinz Pasulke, Lebensgefährtin von Michael, Mutter von Paulina, Großmutter von Heinz Sirius                                                                   |
| Mathes Dues             | Dr. Richard Stass             | 483–526     | 2008       | Richter am Landesgericht Leipzig; Vater von Fabian |
| Susanne Szell           | Frau Schneider                | 488–547     | 2008–2009  | Fleisch- und Wurstwarenverkäuferin; Adoptivmutter von Bruno |
| Michael Jeske           | Herr Schneider                | 488–547     | 2008–2009  | Fleisch- und Wurstwarenverkäufer; Adoptivvater von Bruno |
| Lilian Fritz            | Frau Seidler                  | 489–578     | 2008–2009  | Krankenschwester, später daneben Angestellte einer Putzfirma mit Schloss Einstein als Zweigeinsatz; Mutter von Tim                                                          |
| Adnan Maral             | Arvid Farsad                  | 490–636     | 2008–2010  | persischer Hotelbesitzer; Vater von Layla und Mounir, Ex-Lebensgefährte von Dr. Franka Steiner; geht mit Layla und Manuel nach München, um dort ein neues Hotel zu eröffnen |
| Nadja Berlinghoff       | Stefanie Morante              | 505–635     | 2008–2010  | Mutter von Vivien, Ex-Lebensgefährtin von Robert Rieckerts; lebt mit ihrem neuen Lebensgefährten Arno Gold in New York                                                      |
| Michael Sideris         | Herr Ferber                   | 511–661     | 2008–2011  | Vater von Feli |
| Stephan Szász           | Herr Ferber                   | 725–727     | 2012       | Vater von Feli |
| Nicola Thomas           | Marianne Ferber               | 511–535     | 2008–2009  | Mutter von Feli und Julius |
| Marin Caktas            | Herr Ibrahimovic              | 513–533     | 2008–2009  | Vater von Milena |
| Marcus Schinkel         | Thorsten Zech                 | 584–658     | 2009–2011  | Sohn von Margarete und Dr. Heiner Zech, Lebensgefährte von Claudia Mai, Vater von Jasper, Stiefvater von Sophie                                                             |
| Renee Kloninger         | Claudia Mai                   | 584–682     | 2009–2011  | Lebensgefährtin von Thorsten Zech; Mutter von Sophie und Jasper |
| Matthias Paul           | Robert Rieckerts              | 586–675     | 2010–2011  | Vater von Nino; Ex-Lebensgefährte von Stefanie Morante |
| Hanna Dölberg           | Cornelia Kluge                | 606         | 2010       | Mutter von Emma, Justus und Tommy |
| Petra Kleinert          | Heide Gröber                  | 624, 650    | 2010, 2011 | Mutter von Magda; arbeitet in einem Supermarkt |
| Andrea Brunetti         | Edith Varga                   | 631–708     | 2010–2012  | Puppenspielerin; Ehefrau von Alwin Varga (leben in Trennung), Mutter von Ronja; zieht nach der Trennung von ihrem Mann nach Leipzig                                         |
| Rayk Gaida              | Alwin Varga                   | 631–708     | 2010–2012  | Puppenspieler; Ehemann von Edith Varga (leben in Trennung), Vater von Ronja; zieht nach der Trennung von seiner Frau mit einer Mittelalterntruppe durch Südfrankreich       |
| Christoph Jacobi        | Dr. Roland Gubisch            | 631–647     | 2010–2011  | Ex-Affäre von Liane Fußmann, Vater von Phillip, Berti und Lisa; geht mit Lisa zurück nach Amerika                                                                           |
| Yvonne de Bark          | Liane Fußmann                 | 638–642     | 2011       | Ex-Affäre von Dr. Roland Gubisch, Mutter von Berti |
| Erik Studte             | Miklasz Laszlo                | 639–744     | 2011–2013  | Vater von Sándor |
| Patrick von Blume       | Herr Fuchs                    | 659         | 2011       | Ehemann von Frau Fuchs, Vater von Mary und Liz |
| Mariah K. Friedrich     | Frau Fuchs                    | 659–660     | 2011       | Ehefrau von Herrn Fuchs, Mutter von Mary und Liz |
| Thomas Schmucker        | Jochen Lascheck               | 689–740     | 2012       | Lebensgefährte von Andrea Leinhoff; übernimmt in Kapstadt die Leitung eines internationalen Logistik-Unternehmens                                                           |
| Kristin Meyer           | Andrea Leinhoff               | 689–740     | 2012       | Lebensgefährtin von Jochen Lascheck, Mutter von Elias; begleitet Jochen gemeinsam mit ihrem Sohn nach Kapstadt                                                              |
| Sascha Tschorn          | Georg Kreil                   | 741–780     | 2013       | Theaterintendant und Regisseur; Ex-Ehemann von Marie-Ann Eickner, Vater von Miriam und Serena spielte bereits in Folge 466 (2007) einen Fernsehmoderator                    |
| Ina Paule Klink         | Marie-Ann Eickner             | 741–780     | 2013       | Schauspielerin; Ex-Ehefrau von Georg Kreil, Mutter von Serena und Miriam |
| Guido Renner            | Franz Knecht                  | 752–753     | 2013       | Kundenberater im Baumarkt, zuvor Eigentümer eines Eisenwarenladens, später Fernfahrer; Sohn von Herbert Knecht, Vater von Tobias                                            |
| Simone Jaeger           | Lara Zöllner                  | 760–775     | 2013       | Journalistin; Mutter von Roxy |
| Sonja Baum              | Roswitha Hoffmann             | 761         | 2013       | Mutter von Jo |
| Dirk Martens            | Jan Baron von Blumenberg      | 743–790     | 2013       | Inhaber des „Erfurter Echos“; Ehemann von Saskia von Blumenberg; Vater von Constanze und Dominik                                                                            |
| Christine Döring        | Saskia Baronin von Blumenberg | 784–790     | 2013       | Ehefrau von Jan von Blumenberg; Mutter von Constanze und Dominik; Ex-Affäre von Dr. Liebhard Krüger                                                                         |
| Sascha Ö. Soydan        | Tugbar Török                  | 820         | 2015       | Ehefrau von Herrn Török; Mutter von Orkan |
|                         | Herr Ochs                     | 846–847     | 2016       | Ehemann von Frau Ochs; Vater von Henk |
|                         | Frau Ochs                     | 846–847     | 2016       | Ehefrau von Herrn Ochs; Mutter von Henk |
|                         | Herr Leandros                 | 866         | 2016       | Ehemann von Frau Leandros; Vater von Daphne, Evangelos, Chris und Theo |
|                         | Frau Leandros                 | 866         | 2016       | Ehefrau von Herrn Leandros; Mutter von Daphne, Evangelos, Chris und Theo |
| Anatole Taubman         | Herr Török                    | 866         | 2016       | Ehemann von Tugbar Török; Vater von Orkan |
| Marius Marx             | Herr Röber                    | 847–870     | 2016       | Vater von Jannis; Violinist; war längere Zeit obdachlos und alkoholkrank |
| Linda Chang             | Frau Le                       | 888–894     | 2017       | Mutter von Dodo |
| Karolin Oesterling      | Frau Lindenau                 | 903         | 2018       | Mutter von Zoe |
| Maximilian Neuhäußer    | Herr Hansen                   | 946–948     | 2019       | Vater von Pit |
| Ben Bela Böhm           | Franz Freytag                 | 956         | 2020       | Besitzer des „Freytag Zirkus“; Vater von Flora, Leni und Finja |
| Julia Becker            | Frieda Freytag                | 956         | 2020       | Besitzerin des „Freytag Zirkus“; Mutter von Flora, Leni und Finja |
| Heike Koslowski         | Verena Panowski               | 969–971     | 2020       | Geschäftsführerin der „Thüringer Kartonagebau“; Mutter von Rosa |
| Johanna Serenity Miller | Kim Simon                     | 1004–1024   | 2022       | Mutter von Joyce Folgen 1004, 1007 und 1018 nur Stimmenauftritt |
| Anna Julia Antonucci    | Soraya Zielenski              | 1054–1056   | 2024       | Mutter von Maxi, Tochter von Udo Winkler |
| Kathi Wolf              | Franziska Lehmann             | 1096–1104   | 2025       | Mutter von Hugo Folge 1096 nur Stimmenauftritt |
| Sonstige Personen:      |                               |             |            | |
| Holger Daemgen          | Michael                       | 497–501     | 2008       | Physiotherapeut und späterer Lebensgefährte von Martina Pasulke; eröffnet auf Borkum eine eigene Praxis                                                                     |
| Renate Blume            | Dr. Gabriele Blume            | 520–577     | 2008–2009  | Betreuerin im Pflegeheim, in dem Aaron lebt; zieht nach der Schließung des Heimes mit Julia und Aaron nach Frankfurt am Main                                                |
| Paul Maaß               | Richy                         | 526–534     | 2008–2009  | Drogendealer; Auftraggeber von Ole spielte bereits in den Folgen 327–330 (2004–2005) einen Neo-Nazi                                                                         |
| Ute Wieckhorst          | Annabelle Berger              | 558 684–687 | 2009 2011  | Ex-Frau bzw. Lebensgefährtin von Dr. Michael Berger, Mutter von Leonie |
| Jules Armana            | Tony Longé                    | 625–635     | 2010       | Modedesigner; Ex-Freund von Coco |
| Kristina Karst          | Sina Wollinger                | 671–712     | 2011–2012  | Managerin von Annika |
| Philipp Sonntag         | Herbert Knecht †              | 669–734     | 2011–2012  | ehemaliger Hauptwachtmeister der Grenzpolizei der DDR; Vater von Franz Knecht, Großvater von Tobias; stirbt an Herzversagen; Kurzauftritt: Folge 735 (2012)                 |
| Andreas Windhuis        | Pepe                          | 781–813     | 2013–2014  | Manager von Jonny |
| Janna Horstmann         | Nataly Schlichting            | 862–868     | 2016       | Ehefrau von Christian Schlichting; ehemalige Arbeitgeberin und mütterliche Freundin von Jannis                                                                              |
| Thomas Harbort          | Christian Schlichting         | 868         | 2016       | Ehemann von Nataly Schlichting; ehemaliger Arbeitgeber und väterlicher Freund von Jannis                                                                                    |
| Manfred Möck            | Udo Winkler                   | 1066–1078   | 2024       | DDR-Zeitzeuge; Vater von Soraya Zielenski, Großvater von Maxi Gastauftritt: Folge 1103 (2025)                                                                               |

## Prominente Gastdarsteller
Sortiert nach der Reihenfolge des Auftretens.
| Schauspieler           | Rollenname                                                                                    | Folgen                 | Jahr       | Bemerkungen |
| ---------------------- | --------------------------------------------------------------------------------------------- | ---------------------- | ---------- | --- |
| Anderson Farah         | Gioberto Rodriquez (Guide im Filmpark Babelsberg)                                             | 12                     | 1998       | Schauspieler, damals bekannt aus Gute Zeiten, schlechte Zeiten |
| Birgit Schneider       | Helga Laditz (Patentante von Ira Müller)                                                      | 45                     | 1999       | Schauspielerin |
| Wolfgang Bahro         | Musiker ARNO                                                                                  | 46–48                  | 1999       | Schauspieler |
| Peter Hladik           | Prof. Dr. Mey (Chefarzt im Krankenhaus)                                                       | 54–56 176–177          | 1999 2002  | Schauspieler |
| Pascale Jean-Louis     | Frau Lavalle (Party-Organisatorin)                                                            | 59–60                  | 1999       | Visagistin und Fotografin |
| Franziska Rubin        | Fernsehredakteurin                                                                            | 87–88                  | 2000       | ehemalige KI.KA-Moderatorin |
| Daniel Fehlow          | Bodo Kaminski (Bodyguard der Familie von Hohenfels)                                           | 124                    | 2001       | Schauspieler |
| Nikolaus Gröbe         | Herr Sonntag (Bewerber für die freie Sportlehrer-Stelle)                                      | 143                    | 2001       | Schauspieler, Musicaldarsteller und Tänzer |
| Marc Dresander         | Tätowierer                                                                                    | 151–154                | 2001       | Schauspieler und Musiker |
| Stephen Dürr           | Event-Moderator                                                                               | 153                    | 2001       | Schauspieler |
| Ingrid von Bothmer     | Heidelinde Schönhaus (Bekanntschaft von Louisa, Thekla und Carlo)                             | 153–154                | 2001       | Schauspielerin |
| Christoph Biemann      | Christoph Biemann                                                                             | 154                    | 2001       | Moderator der Sendung mit der Maus (spielte sich selbst) |
| Annalisa Derossi       | Mary Serpente („Contessa Serpentia“, Erbtante von Giovanni)                                   | 156                    | 2001       | Tänzerin und Pianistin |
| Ari Gosch              | Ottomar Rodolphe Vlad Dracula Prinz Kretzulesco                                               | 182                    | 2002       | Schauspieler, Musiker und Autor |
| Fred Delmare           | Betreiber eines Karussells auf dem Leipziger Weihnachtsmarkt                                  | 202                    | 2002       | Schauspieler |
| Santiago Ziesmer       | Herr Schlotterbeck (Mitglied in Dr. Wolferts Kochclub „Goldener Löffel“)                      | 206                    | 2002       | Schauspieler und Synchronsprecher |
| Stephan Kulle          | Stephan Kulle                                                                                 | 223                    | 2002       | Theologe, Journalist, Fernsehmoderator und Buchautor (spielte sich selbst)                                                                                               |
| Us Conradi             | Hilde (Tante von Emely)                                                                       | 226                    | 2003       | Schauspielerin spielte später in Folge 555 (2009) die Rolle Frau Bunge                                                                                                   |
| Juri Tetzlaff          | Juri Tetzlaff                                                                                 | 230, 349               | 2003, 2005 | KI.KA-Moderator (spielte sich selbst) |
| Gojko Mitić            | Indianerhäuptling                                                                             | 236–237                | 2003       | Schauspieler („Winnetou des Ostens“) |
| Yvonne Hornack         | Christine (Cousine von Herrn Pasulke)                                                         | 237–238                | 2003       | Schauspielerin |
| Arzu Bazman            | Arzu Ritter (Krankenschwester in der „Sachsenklinik“)                                         | 249–252                | 2003       | Schauspielerin (zu sehen in ihrer Rolle aus In aller Freundschaft) |
| Ursula Karusseit       | Charlotte Gauß (Pächterin der Cafeteria in der „Sachsenklinik“)                               | 249–252                | 2003       | Schauspielerin (zu sehen in ihrer Rolle aus In aller Freundschaft) |
| Johannes Steck         | Dr. Achim Kreutzer (Oberarzt in der „Sachsenklinik“)                                          | 250–252                | 2003       | Schauspieler (zu sehen in seiner Rolle aus In aller Freundschaft) |
| Thomas Rühmann         | Dr. Roland Heilmann (Chefarzt in der „Sachsenklinik“)                                         | 250                    | 2003       | Schauspieler (zu sehen in seiner Rolle aus In aller Freundschaft) |
| Tobias Künzel          | Tontechniker                                                                                  | 251                    | 2003       | Sänger der Band Die Prinzen |
| Gabrielle Scharnitzky  | Renate Kracht                                                                                 | 283–284                | 2004       | Schauspielerin |
| Wolfgang Winkler       | Herbert Schneider (Hauptkommissar in Halle an der Saale)                                      | 294–298 381–386 401    | 2004 2006  | Schauspieler (zu sehen in seiner Rolle aus Polizeiruf 110) |
| Siegfried W. Kernen    | Familien- und Jugendrichter Fichtner                                                          | 299–303 386–387        | 2004 2006  | Schauspieler |
| Luci van Org           | Produzentin Marga Ceclaire                                                                    | 300–302                | 2004       | Sängerin der Band Lucilectric |
| Leslie Mandoki         | Tonstudiochef                                                                                 | 302                    | 2004       | Musikproduzent |
| Christian Olsen        | Cellist Olaf Meininger                                                                        | 309–312                | 2004       | Musiker |
| Steffen Scheumann      | Modemacher Johan Peter „Juupidu“ Dünnbier                                                     | 337–338                | 2005       | Schauspieler |
| Ursula Staack          | Johanna Wolfert (Mutter von Dr. Lutz Wolfert)                                                 | 359–360                | 2005       | Schauspielerin, Sängerin, Diseuse und Kabarettistin |
| Claus Stahnke          | Box-Trainer von Billi Reiche                                                                  | 362–368                | 2005       | Schauspieler |
| Sharon Brauner         | Popstar Sharon                                                                                | 362                    | 2005       | Sängerin (spielte sich selbst) |
| Gregor Weber           | Herr Munzinger (Mitglied in der Jury des Autowettbewerbs)                                     | 369–371                | 2005       | Schauspieler |
| Jürgen Mai             | Franz Zacharias                                                                               | 415–417                | 2006       | Schauspieler; in der Realität Ehemann von Ulrike Mai (Kristina Baier-Johannson)                                                                                          |
| Ulrike Mai             | Kristina Baier-Johannson, geb. Baier                                                          | 417                    | 2006       | Schauspielerin und Synchronsprecherin; in der Realität Ehefrau von Jürgen Mai (Franz Zacharias)                                                                          |
| Volker Herold          | Reiterhofbesitzer Bongart                                                                     | 433–436                | 2007       | Schauspieler und Regisseur |
| Gottfried Vollmer      | Reiterhofbesitzer Girke                                                                       | 434–436                | 2007       | Schauspieler |
| Jaecki Schwarz         | Musikprofessor Lenski-Kolljakoff                                                              | 437–440                | 2007       | Schauspieler |
| Dorit Gäbler           | Frau Zwirn (Nachbarin der Familie Arnold)                                                     | 445–448                | 2007       | Schauspielerin, Tänzerin und Sängerin spielte später in den Folgen 522 und 528 (2008) die Rolle Alina                                                                    |
| Benjamin Trinks        | Nick Adler                                                                                    | 461–462                | 2007       | Schauspieler und Synchronsprecher |
| Kai Michael Müller     | Tim (Teilnehmer am Tanzkurs im Pink)                                                          | 461–462                | 2007       | Schauspieler |
| Friedhelm Ptok         | Reiner Rupka                                                                                  | 465–468                | 2007       | Schauspieler |
| Norbert Losch          | Guste                                                                                         | 466–468                | 2007       | Schauspieler |
| Gerold Selle           | Fußballspieler (ehem. Studienkollege von Dr. Stollberg)                                       | 466–468                | 2007       | Schauspieler |
| Astrid Bless           | Frau Schnippenkötter                                                                          | 469                    | 2007       | Schauspielerin und Synchronsprecherin |
| Carl Heinz Choynski    | Opa Kalle                                                                                     | 475                    | 2007       | Schauspieler |
| Felix von Jascheroff   | Schauspieler Bernreiter                                                                       | 493                    | 2008       | Schauspieler und Sänger; in der Realität Bruder von Constantin von Jascheroff (Gabriel)                                                                                  |
| Halz Maul und spiel    | Halz Maul und spiel                                                                           | 500                    | 2008       | deutsche Rockband (spielten sich selbst) |
| Marc Bischoff          | Oskar                                                                                         | 551                    | 2009       | Schauspieler |
| Bruno F. Apitz         | Inhaber des Maison Blanche                                                                    | 557                    | 2009       | Schauspieler |
| Victoria Sturm         | Veronika Vandenberg (Managerin der „One Stones“)                                              | 566–567                | 2009       | Schauspielerin |
| Benjamin Matthews      | Pete (Manager von Mischa)                                                                     | 569                    | 2009       | Radiomoderator und Reporter |
| Kai Frederic Schrickel | Kommissar (ermittelte nach dem Einbruch und Diebstahl im Technikraum)                         | 602                    | 2010       | Schauspieler |
| Ben                    | Ben                                                                                           | 612                    | 2010       | Sänger (spielte sich selbst) |
| Ralph Herforth         | Chefredakteur Riesmüller (beim „Erfurter Kurier“)                                             | 621–622                | 2010       | Schauspieler |
| Saphir                 | Saphir                                                                                        | 646                    | 2011       | deutsche Mädchenband (spielten sich selbst) |
| Devid Striesow         | Nick Bramann                                                                                  | 658                    | 2011       | Schauspieler |
| Michael Kessler        | Autohausbesitzer Breite                                                                       | 662                    | 2011       | Schauspieler und Komiker |
| Dzsenifer Marozsán     | Fußballexpertin Dzsenifer Marozsán                                                            | 662–663                | 2011       | Fußballspielerin (spielte sich selbst) |
| Apollo 3               | Apollo 3                                                                                      | 671                    | 2011       | deutsche Kinderband (spielten sich selbst) |
| Can Mansuroglu         | Can Mansuroglu                                                                                | 680                    | 2011       | Moderator der Wissenssendung Checker Can (spielte sich selbst) |
| Varsity Fanclub        | Varsity Fanclub                                                                               | 687                    | 2011       | US-amerikanische Boyband (spielten sich selbst) |
| Kostja Ullmann         | Albert Einstein (kam mit Hilfe einer Zeitmaschine nach Erfurt)                                | 688                    | 2011       | Schauspieler |
| Tobias Schlegl         | Heinz Sirius Pasulke (Sohn von Paulina und Lucky im Jahr 2050)                                | 688                    | 2011       | Radio- und Fernsehmoderator |
| The Black Pony         | The Black Pony                                                                                | 695–696                | 2012       | deutsch-amerikanische Boyband (spielten sich selbst) |
| SPAX                   | SPAX                                                                                          | 700                    | 2012       | Rapper (spielte sich selbst) |
| Ronny Ziesmer          | Ronny Ziesmer                                                                                 | 710–711                | 2012       | ehemaliger Turner (spielte sich selbst) |
| Jessica Lange          | Jessica „Jess“ Lange                                                                          | 716                    | 2012       | Moderatorin (spielte sich selbst) |
| Timmi Trinks           | Fynn DeFreeze                                                                                 | 716                    | 2012       | Schauspieler |
| Sarina Nowak           | Bibliothekarin Jasmin                                                                         | 728                    | 2012       | Model |
| Lars-Christian Karde   | Lars-Christian Karde                                                                          | 755                    | 2013       | Hörfunkmoderator (MDR Jump, Morningshow) (spielte sich selbst) |
| Sarah von Neuburg      | Sarah von Neuburg                                                                             | 755                    | 2013       | Hörfunkmoderatorin (MDR Jump, Morningshow) (spielte sich selbst) |
| Philipp Danne          | Chef zum Selbermachen („Das Chefmonster“)                                                     | 818                    | 2014       | Schauspieler |
| Singa Gätgens          | TV-Reporterin                                                                                 | 805                    | 2014       | Schauspielerin und Fernsehmoderatorin |
| Johanna Geißler        | Frau Motzki (Jugendamt Erfurt)                                                                | 844                    | 2015       | Schauspielerin |
| Horst Günter Marx      | Jäger                                                                                         | 855                    | 2016       | Schauspieler spielte bereits in Folge 569 (2009) die Rolle Dr. Reisig |
| Guildo Horn            | Archivar                                                                                      | 855–857                | 2016       | Schlagersänger, Moderator und Schauspieler weiterer Auftritt: Folge 869 in einer zuvor nicht zu sehenden Rückblende                                                      |
| Michael Silbereisen    | Nick Fellner                                                                                  | 860                    | 2016       | Schauspieler |
| Michael Schumacher     | Immobilien-Hai                                                                                | 861                    | 2016       | Schauspieler |
| Inés Burdow            | Wahrsagerin                                                                                   | 864                    | 2016       | Schauspielerin und Autorin |
| Heike Thiem-Schneider  | Archivarin                                                                                    | 867                    | 2016       | Schauspielerin und Kindercoach bei Schloss Einstein |
| Jacob Gunkel           | Zellengenosse von Remo Vage (Stefan Klein)                                                    | 875, 885               | 2017       | Schauspieler; spielte die Hauptrolle des Phillip Gubisch von 2009 bis 2012 (11. Schülergeneration)                                                                       |
| Florens Schmidt        | Hotel-Rezeptionist                                                                            | 876                    | 2017       | Schauspieler; spielte die Hauptrolle des Oliver Schuster von 1998 bis 2001 (1. Schülergeneration)                                                                        |
| Maik Göpel             | Singendes Telegramm im Hotdogkostüm (singender Hotdog)                                        | 881                    | 2017       | Musiker, Liedermacher |
| Mandy-Marie Mahrenholz | Sheryl Richards (Model-Agentin)                                                               | 878, 883–884           | 2017       | Musicaldarstellerin, Zumba- und Poledance-Trainerin; spielte die Hauptrolle der Laura Marwege von 1999 bis 2005 (2. Schülergeneration) Folge 884 nur ein Stimmenauftritt |
| Gregor Czempiel        | Jay (Fotograf)                                                                                | 883                    | 2017       | Schauspieler; spielte die Nebenrolle des Wolf Wagner von 1998 bis 2002 (1. Schülergeneration Nebenfiguren)                                                               |
| Christoph Kozik        | Polizist                                                                                      | 884                    | 2017       | Schauspieler und Musiker; spielte die Hauptrolle des Franz Bartel von 2000 bis 2003 (2. Schülergeneration)                                                               |
| Geertje Boeden         | Diebin                                                                                        | 887                    | 2017       | Schauspielerin und Regieassistentin; spielte die Hauptrolle der Antje van Rheeden von 1998 bis 2001 (1. Schülergeneration)                                               |
| Vassili Eichler        | Tilo (Aufnahmeleiter)                                                                         | 891                    | 2017       | Schauspieler; spielte die Hauptrolle des Mounir Farsad von 2008 bis 2010 (10. Schülergeneration)                                                                         |
| Kolja Kleeberg         | Kolja Kleeberg                                                                                | 891                    | 2017       | Koch und Fernsehkoch (spielte sich selbst) |
| Axel Thielmann         | Schrottplatzbetreiber                                                                         | 896                    | 2017       | Schauspieler und Synchronsprecher |
| Christoph Mory         | Herr Wohlert (Besitzer des Reiterhofs)                                                        | 907, 909, 915          | 2018       | Schauspieler spielte bereits in den Folgen 335 (2005) bis 463 (2007) die Nebenrolle des Dorfdiscobesitzers Dirk Neumann                                                  |
| Julian Janssen         | Checker Julian                                                                                | 918                    | 2018       | Moderator |
| Sibylle Kuhne          | Nana Humpert                                                                                  | 921                    | 2018       | Schauspielerin |
| Gerhard Thiele         | Gerhard Thiele                                                                                | 922                    | 2018       | Astronaut (spielte sich selbst) |
| Gunda Ebert            | Dr. Franziska Ruhland (Leiterin der Neurochirurgischen Abteilung am „Johannes-Thal-Klinikum“) | 936                    | 2019       | Schauspielerin (zu sehen in ihrer Rolle aus In aller Freundschaft – Die jungen Ärzte)                                                                                    |
| Ben                    | Paketbote                                                                                     | 943                    | 2019       | Moderator |
| Melissa Khalaj         | Lisa (Moderatorin)                                                                            | 949                    | 2020       | Moderatorin Lebensgefährtin von Frederic Heidorn (Sascha Hauser) und Stiefmutter von Malique Romeo Heidorn (Paul Lankwitz)                                               |
| Robert Köhler          | Arzt (behandelt Herrn Zech nach dessen Unfall)                                                | 961                    | 2020       | Schauspieler |
| Lisa Küppers           | Müllwerkerin                                                                                  | 998                    | 2021       | Schauspielerin und Sängerin |
| Laura Larsson          | Claudia Lenze (Kulturliebhaberin und Bitcoin-Millionärin)                                     | 1007, 1011, 1013, 1024 | 2022       | Podcasterin |
| Nico Gutjahr           | Mitarbeiter des Kinos Kurbelkiste                                                             | 1017                   | 2022       | Moderator |
| Sarah Parvanta         | Fotografin                                                                                    | 1033                   | 2023       | Moderatorin |
| Christopher Reinhardt  | Schrottplatzbesitzer                                                                          | 1050                   | 2023       | Schauspieler |
| Felix Edeha            | Moderator                                                                                     | 1054                   | 2024       | Journalist und Moderator |
| Mai Duong Kieu         | Linh Ngyuen (Kunsthistorikerin; Tochter von Gabriele Knauer alias Gaby Saalfeld)              | 1068–1069              | 2024       | Schauspielerin |
| Ariane Alter           | Vereinsvorsitzende                                                                            | 1074                   | 2024       | Moderatorin |
| Arne Kertész           | Oliver „Olli“ Probst (Assistenzarzt am „Johannes-Thal-Klinikum“)                              | 1096                   | 2025       | Schauspieler (zu sehen in seiner Rolle aus In aller Freundschaft – Die jungen Ärzte)                                                                                     |

### Gastdarsteller der Webserie „Schloss Webstein“
| Schauspieler   | Rollenname                               | Folge                          | Jahr | Bemerkungen |
| -------------- | ---------------------------------------- | ------------------------------ | ---- | --- |
| Jan Hasenfuß   | Antonio (Tanzcoach von Mila und Dominik) | 4 (Nie wieder Cha-cha-cha!)    | 2016 | Schauspieler |
| Axel Thielmann | Autohändler von Orkan                    | 5 (Orkan und der Bunny-Magnet) | 2016 | Schauspieler und Synchronsprecher spielt in der Hauptserie die Gastrolle des Schrottplatzbetreibers in Folge 896 (2017) |